# Epidendrum pedale
Epidendrum pedale är en orkidéart som beskrevs av Rudolf Schlechter. Epidendrum pedale ingår i släktet Epidendrum och familjen orkidéer. Inga underarter finns listade i Catalogue of Life.